# Jollydora glandulosa
Espèce
Statut de conservation UICN

 VU  : Vulnérable
Jollydora glandulosa est une espèce de plantes de la famille des Connaracées.